# 高山绣线菊
高山绣线菊（学名：Spiraea alpina）为蔷薇科绣线菊属下的一个种。

## 扩展阅读
- 維基物種上的相關：高山绣线菊